# Bianor murphyi
Bianor murphyi là một loài nhện trong họ Salticidae.
Loài này thuộc chi Bianor. Bianor murphyi được Dmitri Viktorovich Logunov miêu tả năm 2001.